# Elinor Ostromová
Elinor Claire Ostromová (rozená Awanová; 7. srpna, 1933 Los Angeles – 12. června 2012, Bloomington) byla americká politická ekonomka, jejíž práce se zabývala politickou ekonomii v rámci New Institutional Economics. V roce 2009 získala Nobelovu cenu za ekonomické vědy za její “analýzu správy ekonomických záležitostí, především společně sdílených statků”, kterou zhotovila společně s Oliverem E. Williamsonem. Dodnes je to jedna ze dvou žen, která toto ocenění získala. [zdroj?]
Poté, co dokončila bakalářské a doktorské studium na UCLA (Kalifornská univerzita v Los Angeles), žila v Bloomingtonu v Indianě a působila na fakultě Indianské univerzity. Zde byla velmi významnou profesorkou politologie a spolupředsedkyní semináře politické teorie a politické analýzy. Později působila i na Arizonské státní univerzitě v Tempe, kde založila Centrum pro studium institucionální rozmanitosti, jehož byla zároveň i ředitelkou. Byla také vedoucí výzkumu pro program podpory udržitelného zemědělství a správy přírodních zdrojů (Sustainable Argiculture and Natural Resource Management Collaborative Research Support Program → SANREM CRSP). V roce 2008 začala Ostromová, společně se svým manželem Vincentem Ostromem, radit časopisu Transnational Corporations Review.

## Osobní život a vzdělání
Elinor Claire Awanová se narodila v Kalifornii v Los Angeles jako jediné dítě hudebnice Leah Hopkinsové a designéra Adriana Awana. Její rodiče se brzy rozešli a Elinor poté vyrůstala s matkou, se kterou pravidelně navštěvovala protestantský kostel. Víkendy však často trávila s židovskou rodinou svého otce. Ostromová, dítě rozvedených rodičů, vyrůstala v období po Velké hospodářské krizi a sama sebe označovala jako „chudé dítě“.
Její hlavní rekreační činností bylo plavání. Dokonce se připojila k plaveckému týmu a závodně plavala, dokud později nezačala plavání sama vyučovat, aby si mohla finančně dovolit vystudovat vysokou školu.
Ostromová navštěvovala střední školu Beverly Hills High School, kterou v roce 1951 úspěšně ukončila. Považovala za štěstí, že měla možnost studovat právě tuto střední školu, jelikož se z Beverly Hills High School dostávalo na vysokou školu vysoké procento studentů.
Jako studentka střední školy byla Elinor Ostromová odrazována od studia trigonometrie, jelikož dívkám, které nedosahovaly nejlepších výsledků a neměly excelentní známky v algebře a geometrii, nebylo dovoleno trigonometrii studovat. Nikdo z její nejbližší rodiny neměl vysokoškolské vzdělání, ale když viděla, že 90 % studentů na její střední škole bude pokračovat na vysokou školu, připadalo jí to „normální“. Její matka si však nepřála, aby navštěvovala vysokou školu, neviděla k tomu žádný důvod.  
Rozhodla se pro UCLA, kde v roce 1954 s vyznamenáním získala B.A. titul (Bachelor of Arts) v oboru politologie. Tím, že během semestrů absolvovala několik letních lekcí a doplňkových kurzů, dokázala absolvovat za pouhé tři roky. Během jejího prvního roku na vysoké škole jí bylo nabídnuto připojit se k debatnímu týmu. Taktiky, které se zde naučila, měly důležitý vliv na způsob jejího myšlení. To jí umožnilo uvědomit si, že existují dvě strany veřejné politiky, a že je nezbytné, aby obě strany měly kvalitní argumenty. Zároveň pracovala v knihovně a v knihkupectví, aby byla schopná zaplatila poplatky spojené se studiem, které činily 50 USD za semestr.  Ostromová poté pokračovala v práci v General Radio v Cambridge, Massachusetts.
Ze muže si vzala svého spolužáka, studenta práv na Harvardově univerzitě Charlese Scotta.  O několik let později se Ostromová a Scott rozvedli, a to v době kdy Ostromová začala uvažovat o doktorátu.
Po ukončení studia měla potíže s hledáním zaměstnání, protože zaměstnavatelé předpokládali, že hledá práci pouze jako učitelka nebo sekretářka. Poté, co absolvovala kurz, kde se naučila těsnopis, který, jak později zjistila, byl užitečný při psaní poznámek při osobních rozhovorech u výzkumných projektů, začala pracovat jako úřednice. Po roce získala práci jako asistentka personálního manažera v obchodní firmě, která nikdy předtím nenajala ženu na žádné jiné místo než na pozici sekretářky. Tato práce ji inspirovala ke zvážení účasti na kurzech pro postgraduální studium, a nakonec o ucházení se o stipendium a žádost o přijetí na Ph.D. program.
Vzhledem k tomu, že na střední škole neměla trigonometrii, byla její žádost na ekonomický doktorát na UCLA zamítnuta. Avšak byla přijata na postgraduální program UCLA na politologii, kde získala v roce 1962 titul M.A. a v roce 1965 titul PhD.
V roce 1963 se vdala za politologa Vincenta Ostroma, s nímž se setkala při výpomoci na jeho výzkumu v oblasti správy vodních zdrojů v jižní Kalifornii. Týmy postgraduálních studentů, jichž byl součástí, analyzovaly politické a ekonomické účinky skupiny povodí podzemních vod v jižní Kalifornii.
V roce 1961 Vincent Ostrom, Charles Tiebout a Robert Warren publikovali dílo "The organization of government in metropolitan areas," které by se stalo vlivným článkem a představilo by témata, která by byla ústřední pro Ostromovy práce. Tento článek však prohloubil konflikt s Úřadem pro vládní výzkum UCLA, protože v rozporu se zájmy Úřadu nedoporučoval centralizaci metropolitních oblastí ve prospěch polycentrismu. Tento konflikt přiměl Ostromovy opustit UCLA. V roce 1965 se přestěhovali do Bloomingtonu v Indianě, kde Vincent přijal práci profesora politologie na místní univerzitě. Elinor Ostromová na fakultu nastoupila jako hostující pomocná profesorka. První kurz, který vedla, se týkal americké vlády.

## Kariéra
Ostromová byla bohatě informovaná díky práci v terénu, jak vlastní, tak i ostatních. Během doktorského studia na Kalifornské univerzitě v Los Angeles strávila roky studiem vodních válek a čerpáním závodů, které probíhaly v 50. letech 20. století na jejím vlastním suchém dvorku. Na rozdíl od převládajících racionálně-ekonomických předpovědí malthusianismu a tragédie občin, ukázala případy, kdy lidé nebyli bezmocní a omezení ztenčujícími se zásobami. Ve své knize Governing the Commons čerpá ze studií zavlažovacích systémů ve Španělsku a Nepálu, horských vesnicích ve Švýcarsku a Japonsku a o rybolovu v Maine a Indonésii.
V roce 1973 Ostromová a její manžel založili Workshop politické teorie a analýzy politiky na Indiana University. Při zkoumání využití kolektivní akce, důvěry a spolupráce při správě společných zdrojů byl její institucionální přístup k veřejné politice, známý jako rámec institucionální analýzy a rozvoje, považován za dostatečně odlišný, aby se o něm mohlo uvažovat jako samostatná škola teorie veřejné volby. Je autorkou mnoha knih z oblasti organizační teorie, politických věd a veřejné správy. Elinor Ostromová byla oddaným učencem až do samého konce svého života, a to doslova. Den před smrtí poslala e-maily nejméně dvěma spoluautorům ohledně prací, které s nimi psala. Byla hlavní vědeckou poradkyní setkání Mezinárodní rady pro vědu (ICSU) Planet Under Pressure v Londýně. Rohan Rockstrom z výzkumného ústavu Stockholm Resilience Centre napsal, že:
“Lin se až do samého konce intenzivně zapojovala do našich příprav na dialogy o nositelích Nobelovy ceny za laureáty, které budeme pořádat v Riu 17. a 18. června během summitu OSN Rio+20. Nakonec se nedostavila osobně, ale přispívala ostrými, nadšeně nabitými vstupy tak, jak jen mohla.”
Ekonomové se dlouho jednomyslně domnívali, že přírodní zdroje, které jejich uživatelé společně využívali, budou v dlouhodobém výhledu nadměrně využívány a ničeny. Elinor Ostromová vyvrátila tuto myšlenku svojí terénní studií o tom, jak lidé v malých místních komunitách spravují sdílené přírodní zdroje, jako jsou pastviny, rybníky a lesy. Ukázala, že pokud uživatelé využívají přírodní zdroje společně, jsou stanovena pravidla pro to, jak se s nimi má zacházet, tak jsou ekonomicky a ekologicky udržitelné.

## Výzkum
Raná práce Elinor Ostromové zdůrazňovala roli veřejné volby při rozhodování ovlivňující výrobu veřejných statků a vykonávání veřejných služeb. Mezi její nejznámější práce v této oblasti patří její studie zaměřující se na konsolidaci policie v Indianapolisu. Její studie se zaměřovaly na policii jako poskytovatele řady veřejných služeb a komparativní metodou zkoumaly důsledky organizování sousedských hlídek ve velkém měřítku městskými policejními silami nebo v malém měřítku místními komunitami.
Ostromová se velmi zabývala studií strategií pro správu společně sdílených statků, za což získala v roce 2009 Nobelovu cenu za ekonomii. Svými objevy dokázala vyvrátit mylné představy o tom, že správa společně sdílených statků končí tragédií a ukázala, že společně sdílené statky nebudou zničeny nadměrným používáním, pokud existuje systém pro správu jejich sdílení. Ostromová vysvětlila, že neexistuje jeden vzorec pro jejich správu, protože některé způsoby mohou fungovat v některých prostředích, ale selhat v jiných. Nejúčinnějším přístupem k ochraně společně sdílených statků je to, co nazývá „polycentrické systémy“, které fungují „na více úrovních s autonomií na každé úrovni“, což dle Ostromové pomáhá stanovit pravidla, které podporují růst důvěry a vzájemné pomoci mezi lidmi, kteří o dané společně sdílené statky pečují a využívají je. Diskuze ohledně této péče musí být vedeny tváří v tvář a být založené na důvěře. Během svého projevu na festivalu společně sdílených statků v Minneapolis 7. října 2011 poukazovala na studií 100 chráněných lesů ve 14 zemích, která ukazuje, že spolupráce místních obyvatel je pro péči o tyto společně sdílené statky důležitější než správa vlády. Ostromová říká, že místní kontrola je nejlepší způsob ochrany společně sdílených statků, protože pravidla by měla být založená na kulturních normách.
Ostromová mimo to, že sama prováděla rozhovory nebo analyzovala satelitní snímky, také využívala teorie her, aby se mohla pokusit předpovídat chování lidí s omezenými zdroji. Ve svém semináři o politické teorii a analýze politik na Indiana University v roce 1973 dostali její studenti podíly na národních společně sdílených statcích. Když jednoduše diskutovali o tom, co by měli udělat, než to udělají, jejich návratnost z jejich „investic“ se více než zdvojnásobila.
Její následující a slavnější vědecká práce se zaměřovala na to, jak lidé interagují s ekosystémy za účelem udržení dlouhodobých výnosů z udržitelných zdrojů. Kolektivní statky zahrnují například lesy, rybníky a pastviny. Své terénní studie se týkaly správy pastvin místními obyvateli Afriky a správy zavlažovacích systémů ve vesnicích západního Nepálu (např. Dang Deukhuri). Její práce se zabývala tím, jak společnosti vyvinuly různá institucionální opatření pro správu přírodních zdrojů, a v mnohých případech zabránily kolapsu ekosystémů, i když některá opatření nezabránila vyčerpání zdrojů. Její práce zdůrazňovala mnohostrannou povahu interakce člověka s ekosystémem a argumentovala proti jakémukoli výjimečnému „všeléku“ pro individuální sociální a ekologické problémy systému.
Seminář o politické teorii a analýze politik na Indiana University měl za cíl, aby došlo ke kolaboraci vědců napříč ekonomií, politologií a dalšími obory a pokusu pochopit, jak institucionální opatření v různorodých ekologických, socioekonomických a politických prostředích ovlivnilo chování a výsledky. Cílem nebylo sbírat data z různých oblastí světa, nýbrž vytvořit síť vědců, kteří žijí v určitých oblastech světa a mají zájem o lesní podmínky a lesní politiku.

### Zásady pro správu kolektivních statků
Ostromová identifikovala osm hlavních zásad pro stabilní správu kolektivních statků.
1. Jasná definice obsahu daného kolektivního statku a účinné vyloučení externích neoprávněných stran;
2. Vyhrazení a poskytování společných zdrojů přizpůsobených místním podmínkám;
3. Ujednání o kolektivním výběru, která umožňují většině uživatelům zdrojů účastnit se rozhodovacího procesu;
4. Efektivní monitorování ze strany dohlížitelů, kteří jsou součástí nebo zodpovídají uživatelům zdrojů ;
5. Stupnice odstupňovaných sankcí za zdroje, které porušují pravidla Společenství;
6. Mechanismy pro řešení konfliktů, které jsou levné a snadno dostupné;
7. Sebeurčování komunit uznávané orgány vyšší úrovně; a
8. V případě větších kolektivních statků organizace ve formě více vrstev podniků s malými místními institucemi pro správu kolektivních statků na základní úrovni.

Tyto zásady se od té doby mírně upravily a rozšířily tak, aby zahrnovaly řadu dalších proměnných, o nichž se předpokládá, že ovlivňují úspěch samostatně organizovaných systémů správy, včetně účinné komunikace, vnitřní důvěry a reciprocity a povahy systému zdrojů jako celku.
Ostromová a další vědečtí pracovníci vyvinuli komplexní rámec „sociálně-ekologických systémů (SES)“, ve kterém je nyní umístěna velká část stále se rozvíjející teorie kolektivních statků a kolektivní samosprávy.

### Ochrana životního prostředí
Podle Norského institutu pro městský a regionální výzkum „Ostromová varovala před existencí jediné vládní jednotky na globální úrovni, která by řešila problém kolektivní akce proti ničení životního prostředí. Částečně je to kvůli jejich složitosti a částečně kvůli rozmanitosti zúčastněných aktérů. Jejím návrhem byl polycentrický přístup, kde by klíčová rozhodnutí v oblasti řízení měla být přijímána co nejblíže scéně událostí a zúčastněným aktérům.“ Ostromová pomohla vyvrátit myšlenku ekonomů, že přírodní zdroje budou v dlouhodobém horizontu nadměrně využívány a ničeny. Elinor Ostromová vyvrátil tuto myšlenku provedením terénních studií o tom, jak lidé v malých místních komunitách spravují sdílené přírodní zdroje, jako jsou pastviny, rybářské vody v Maine a Indonésii a lesy v Nepálu. Ukázala, že pokud uživatelé využívají přírodní zdroje společně, dojde k vzniku pravidel pro to, jak se s nimi má zacházet způsobem, který je ekonomicky a ekologicky udržitelný.

## Ocenění a uznání
Ostromová byla členkou Národní akademie věd Spojených států amerických a prezidentkou Americké asociace politických věd a Společnosti veřejné volby. V roce 1999 se stala první ženou, která získala prestižní cenu Johna Skytte v politologii.
V roce 1998 byla Ostromová vyznamenána cenou Franco E. Seidman za politickou ekonomii. Po jejím předneseném příspěvku „Srovnávací studie veřejných ekonomik“ následovala diskuse mezi Kennethem Arrowem, Thomasem Schellingem a Amartyou Senem. Získala cenu Johna J. Cartyho z Národní akademie věd v roce 2004 a v roce 2005 obdržela Cenu Jamese Madisona od Americké politologické asociace. V roce 2008 se stala první ženou, která získala cenu Williama H. Rikera v politologii; a následující rok obdržela Cenu za výzkum občanské angažovanosti Tisch od Vysoké školy občanství a veřejné služby Jonathana M. Tischa na Tuftsově univerzitě. V roce 2010 časopis Utne Reader zahrnul na seznam „25 vizionářů, kteří mění váš svět“. V roce 2012 byla jmenována jednou ze „100 nejvlivnějších lidí na světě“. Mezinárodní institut sociálních studií (ISS) jí v roce 2002 udělil čestné stipendium. V roce 2008 získala na norské univerzitě vědy a techniky čestný titul „doktor honoris causa“. V červenci 2019 Indiana University Bloomington oznámila, že v rámci iniciativy Bridging the Visibility Gap bude umístěna sochu Ostromové před budovu, v níž je umístěno oddělení politologie vědy univerzity.

### Nobelova cena za ekonomii
V roce 2009 se Ostromová stala první ženou, která získala prestižní Nobelovu pamětní cenu za ekonomii. „Její výhra ohromila řadu ekonomů,“ řekl profesor ekonomie z Princetonu, „včetně některých významných kolegů, kteří o ní nikdy neslyšeli.“ Královská švédská akademie věd citovala Ostromovou „za svou analýzu správy ekonomických záležitostí“ a uvedla, že její práce ukázala, jak by společné vlastnictví mohlo být úspěšně spravováno skupinami, které jej využívají. Ostromová a Oliver E. Williamson si rozdělili cenu 10 milionů švédských korun (990 000 EUR; 1,44 milionu USD) za samostatnou práci v oblasti správy ekonomických záležitostí. Jak udělala s předchozími peněžními cenami, Ostromová věnovala svou cenu workshopu, který pomohla založit.
Královská švédská akademie věd uvedla „výzkum přinesl toto téma do popředí vědecké pozornosti ... tím, že ukazuje, jak mohou běžné zdroje - lesy, rybolov, ropná pole nebo pastviny úspěšně spravovat lidé, kteří je používají. Spíše než vládami nebo soukromými společnostmi “.

## Smrt
V říjnu 2011 byla Ostromové diagnostikována rakovina pankreatu. Během posledního roku svého života pokračovala v psaní a přednášela Hayekovu přednášku v Institutu ekonomických záležitostí jen jedenáct týdnů před smrtí. Zemřela v 6:40 hodin v úterý 12. června 2012 v nemocnici IU Health Bloomington Hospital ve věku 78 let. V den své smrti zveřejnila v Project Syndicate svůj poslední článek „Zelená z Grassroots“. Prezident univerzity v Indianě Michael McRobbie napsal: „Indianská univerzita ztratila nenahraditelný a velkolepým poklad s odchodem Elinor Ostromové“. Její manžel Vincent zemřel o 17 dní později na komplikace související s rakovinou. Bylo mu 92.